# Гитксан
Гитксан (Gitxsanimaax, Gitxsan, Giklsan, Gitksan, Gityskyan) — цимшианский язык, на котором говорит народ гитксан, проживающий в среднем течении реки Скина, в деревне Гитксан, на западе центральной части штата Британская Колумбия в Канаде. Имеет диалекты гицкен (западный гицкен) и гитксан (западный гитксан).
Гитксан — название народа, говорящего на языке. Оно означает «народ реки Скина» («'Ксан» является названием деревни Скина на этом языке).
Алфавит языка гитксан содержит следующие буквы: a, aa, b, d, e, ee, g, gw, h, hl, i, ii, j, k, k', ḵ, ḵ', kw, kw', l, 'l, m, 'm, n, 'n, o, oo, p, p', s, t, t', tl', ts, ts', u, uu, w, 'w, x, x̱, xw, y, 'y, '.